# Carlos Fuertes Peralba
Carlos Fuertes Peralba (Gondomar, España, 27 de septiembre de 1907 - Madrid, España, 22 de noviembre de 1965) fue un periodista y locutor de radio.

## Biografía
Carlos Fuertes Peralba obtuvo el Doctorado en Derecho en la Universidad de Madrid, sin embargo, su vocación periodística le apartó del ejercicio de la abogacía. Fuertes Peralba dedicó buena parte de su vida a la cotidiana labor de informar, en la que adquirió notable solvencia y renombre.
Fue el primer periodista español locutor de radio que transmitió en directo actos deportivos, especialmente partidos de fútbol. Su fama de gran narrador radiofónico la alcanzó después de retransmitir la Copa Mundial de Fútbol de 1934, celebrada en Italia. En 1940 ingresó en la Agencia EFE, dirigiendo durante una larga etapa la sección deportiva (ALFIL). La Agrupación Sindical de Radio y Televisión le otorgó la Antena de Oro de 1963. En el momento de su defunción, formaba parte de las plantillas de ALFIL y de la emisora de radio La Voz de Madrid.